# Cleavant Derricks
Cleavant Derricks est un acteur américain, né le 15 mai 1953 à Knoxville dans le Tennessee.

## Biographie
Cleavant Derricks, Jr. naît dans un milieu musical. Sa mère était pianiste et son père qui porte le même prénom et le même nom que lui chantait.
Il est surtout connu pour avoir tenu le rôle de Rembrandt Brown, le chanteur emporté par accident dans Sliders. Il est d'ailleurs le seul membre de la distribution d'origine à être resté jusqu'à la fin de la série.

## Particularités
- Son père, Cleavant Derricks (1910-1977) était un chanteur de gospel.
- Cleavant a un frère jumeau Clinton Derricks-Carroll (qui s'appelle ainsi en hommage à Vinet Carroll) également chanteur qui est apparu dans trois épisodes de Sliders. Il y tenait le rôle du double de Rembrandt.

## Filmographie

### Acteur

#### Cinéma
- 1981 : Le Policeman (Fort Apache the Bronx) de Daniel Petrie : Suspect #4
- 1984 : Moscou à New York (Moscow on the Hudson) de Paul Mazursky : Lionel Witherspoon
- 1985 : Match à deux (The Slugger's Wife) de Hal Ashby : Manny Alvarado
- 1986 : Le flic était presque parfait (Off Beat) de Michael Dinner : Abe Washington
- 1998 : Carnival of Souls (en) de Adam Grossman : Sid
- 2001 : World Traveler de Bart Freundlich : Carl
- 2008 : Rome & Jewel (en) de Charles T. Kanganis : Révérend Q

#### Télévision

##### Téléfilms
- 1978 : Cindy (en) de William A. Graham : Michael Simpson
- 1979 : When Hell Freezes Over, I'll Skate de Emile Ardolino et Vinnette Carroll :
- 1982 : The Ambush Murders de Steven Hilliard Stern :
- 1987 : Bluffing It de James Steven Sadwith : Cal
- 1990 : The Bakery de Peter Levin : Charles Slater
- 1990 : Piece of Cake de Jay Sandrich : Wally
- 2006 : Basilisk : le monstre du désert (it) (Basilisk: The Serpent King) de Stephen Furst : Colonel Douglas
- 2011 : Miami Magma de Todor Chapkanov : Ray Miller

##### Séries télévisées
- 1985 : Deux flics à Miami (Miami Vice) : David Jones
- 1986 : Equalizer (The Equalizer) : Sonny Raines (2 épisodes)
- 1987 : CBS Summer Playhouse : Marvin
- 1987 : Spenser (Spenser: For Hire) : Mac Dickerson
- 1987 : Clair de lune (Moonlighting) : Leonard Haven (2 épisodes)
- 1988 : Private Eye (en) : Felix
- 1989 : Roseanne : Tommy
- 1991 : Campus Show (A Different World) : Larry
- 1991 : La Loi de Los Angeles (L.A. Law) : Mark Wright
- 1991 : Good Sports (en) : Jeff Mussberger (15 épisodes)
- 1991 : Sibs : Officier Milner
- 1991-1992 : Drexell's Class (en) : George Foster (17 épisodes)
- 1992 : Woops! (en) : Dr Frederick Ross (11 épisodes)
- 1993-1994 : Thea (en) : Charles (19 épisodes)
- 1994 : Something Wilder (en) : Caleb
- 1995-2000 : Sliders : Rambrandt Brown (principal saison 1 à 5 - 88 épisodes)
- 1999 : Les Anges du bonheur (Touched by an Angel) : Robert
- 2000 : Charmed : Cleavant Wilson
- 2000 : La Loi du fugitif (18 Wheels of Justice) : Harold Baines
- 2001 : The Practice : Bobby Donnell et Associés : Mr Lees
- 2002 : The Bernie Mac Show : Willie
- 2007 : The Wedding Bells (en) : Cedric (5 épisodes)
- 2007 : Cold Case : Affaires classées : Lloyd '03 / '07

### Compositeur
- 1979 : When Hell Freezes Over, I'll Skate de Emile Ardolino et Vinnette Carroll

## Discographie
- 1982 : Dreamgirls: Original Broadway Cast Album
- 1999 : Beginnings
- 2004 : Brooklyn

## Référence
- (en) Cet article est partiellement ou en totalité issu de l’article de Wikipédia en anglais intitulé « Cleavant Derricks » (voir la liste des auteurs).